# Vélaires
Les Vélaires est une espèce extraterrestre du cycle de fiction des Inhibiteurs d’Alastair Reynolds.
Vivants dans des poches de non-espace, ils sont étudiés par Dan Sylveste. Découverts dans L'Espace de la révélation, premier livre du cycle, il s’avèrera que les Vélaires n’ont jamais réellement existé mais constituent le rideau de fumée derrière lequel se cachent les rescapés Amarantins.